# Dictator (trilogia)
La trilogia di Dictator è una dei romanzi più famosi di Andrea Frediani.
In questa raccolta di tre libri - Dictator: L'ombra di Cesare, Dictator: Il nemico di Cesare, Dictator: Il trionfo di Cesare - viene esposta una delle Guerre civili più importanti, che colpirono Roma, sotto il punto di vista del più grande condottiero di Roma antica, Gaio Giulio Cesare.